# Peep Hole
«Peep Hole» (стил. под маюскул; с англ. — «Глазок») — песня американского рэпера DaBaby, выпущенная 3 августа 2020 года в качестве второго сингла из делюкс-версии студийного альбома Blame It on Baby. Продюсером композиции выступил американский музыкальный продюсер Quay Global.

## Предыстория
Впервые о треке стало известно 30 июля 2020 года, когда DaBaby опубликовал в своём Instagram-аккаунте видео в жанре боевика. Днём позднее рэпер выложил ролик, где он изображён смотрящим кадры со съёмок видео. Название же песни DaBaby подтвердил за день до выхода композиции.

## Видеоклип
Релиз официального видеоклипа на трек состоялся 3 августа 2020 года на официальном YouTube-канале DaBaby, в день выхода сингла. В нём рэпер «разыгрывает своих ненавистников» в дизайнерской одежде и рассказывает о своей карьере и личной жизни.
Режиссёрами видео выступили продюсерская компания Reel Goats, Спайси Рико и Джеймс Рико. Джон Пауэлл из Revolt заявил, что музыкальное видео «Peephole» является «более простым и точным» по сравнению с предыдущими клипами рэпера.

## Отзывы
Рейчел Джордж, журналист сайта ABC News Radio, наименовал трек «мелодичным» и заметил, что в нём DaBaby «изменил своё направление, поделившись взлётами и падениями артистической жизни». Владислав Шеин, корреспондент издания ТНТ Music, отметил, что в песне рэп-исполнитель упоминает своё доминирование в чартах, номинации на премию «Грэмми» и сравнивает себя с американским музыкантом Дрейком. Саму же песню Владислав назвал «энергичным бэнгером», а экранизацию сингла — «простой, но яркой». FNR TIGG из Complex подметил, что в «Peep Hole» DaBaby решил применить к песне более «мелодичный» подход. FNR также обратил внимание на то, что в композиции рэпер «показывает некоторую уязвимость», затрагивая тему его личной жизни.

## Участники записи
По данным Tidal.
- DaBabby — вокал, автор текста, композитор
- Quay Global — продюсер, автор текста, композитор
- Glenn A Tabor III — мастеринг[англ.]
- Крис Уэст — миксинг
- Ricky P — звукорежиссёр

## Чарты
| Чарт (2020)                                    | Высшая позиция |
| ---------------------------------------------- | -------------- |
| США (Billboard Bubbling Under Hot 100 Singles) | 4              |
| США (Billboard Hot R&B/Hip-Hop Songs)          | 46             |